# Nils Tiberg
Nils Oskar Harald Tiberg, född 28 maj 1900 i Visby, död 23 december 1980 i Uppsala, var en svensk dialektolog, folklivsforskare och forskningsarkivarie inom estlandssvenska dialekter och estlandssvensk kultur.

## Biografi
Tiberg föddes år 1900 i Visby på Gotland som son till rådmannen Klas Tiberg och Maria Weström. Han studerade vid Visby högre allmänna läroverk där han bland annat hade Richard Steffen i svenska och historia samt Hjalmar Jansson i historia. Dessa lärares undervisning väckte Tibergs intresse för humaniora. Han hade dessutom folkminnesforskaren Mathias Klintberg som lärare i tyska på realskolan vilket gjorde Gotlands språk och kultur en stor del av hans bildning.
Efter studentexamen 1918 kom han till Uppsala universitet. 1923 fick han som student i uppdrag av Herman Geijer, den dåvarande föreståndaren för Landsmålsarkivet i Uppsala, att resa till Dagö i Estland och uppsöka de få kvarlevande estlandssvenskarna där och uppteckna deras dialekt. Resan företogs delvis tillsammans med Gideon Danell och förde Tiberg till Dagö, Rågöarna och Ormsö. Denna resa blev början på Tibergs livsgärning – att dokumentera estlandssvenskarnas och gammalsvenskbybornas språk och folkkultur. 1925 blev han fil. mag. i Uppsala.
När gammalsvenskbyborna kom till Sverige år 1929 knöt han kontakter bland dessa och dokumenterade deras dialekt, folkliv och folkminnen. När flyktingströmmen med estlandssvenskar kom till Sverige 1944 inleddes arbetet med att dokumentera dessa dialekter innan de dog ut genom assimilering med rikssvenskarna. Tiberg lärde sig tidigt att tala dagömål, dialekten på Dagö, och arbetade främst med de perifera estlandssvenska dialekterna, det vill säga dialekterna på Dagö, Nargö, Rågöarna och Kors (Vippal, Korkis) samt i Gammalsvenskby i Ukraina, där en form av dagömål traditionellt talas. Han ägnade sig också åt de centrala estlandssvenska dialekterna på Nuckö och Ormsö.
Detta arbete utförde Tiberg i huvudsak under sina universitetsstudier, vilket ledde till en licentiatexamen 1931. Arbetet fortsatte parallellt med olika lärartjänster under 1930-talet, bland annat vid Norra Hälsinglands folkhögskola, Motala samskola och Gävle högre allmänna läroverk. Mellan 1946 och 1962 var han adjunkt i svenska och historia vid Försvarets läroverk i Uppsala. Mellan 1944 och 1950 var han tjänstledig för att kunna leda den förutnämnda estlandssvenska undersökningen vid Landsmålsarkivet. 1962 blev han förste arkivarie vid arkivet där han sedan 1923 varit föreståndare för dess estlandssvenska samling, och han kunde då ägna sig åt arbetet på heltid till och med pensionen 1967. Hans arbete belönades med ett hedersdoktorat vid Uppsala universitet år 1962.
Tiberg var hedersledamot av Gotlands nation, av Gotlands gille och av Svenska Odlingens Vänner. Han var även med och grundade Gutamålsgillet år 1945.
Han gifte sig 1936 med Ingrid Larsson och fick tre barn. Tiberg avled år 1980 efter en längre tids sjukdom.

## Publikationer i urval
- 1932 – En sägen från Gammalsvenskby i historisk belysning
- 1951 – Estlandssvenskarnas folkliga kultur
- 1958 – Gammalsvenskbydokument
- 1959 – Runöbondens ägor
- 1962 – Estlandssvenska språkdrag
- 1972 – Estlandssvenska husdjursnamn